# Kanton Courbevoie-Nord
Der Kanton Courbevoie-Nord war von 1967 bis 2015 ein französischer Wahlkreis im Arrondissement Nanterre, im Département Hauts-de-Seine und in der Region Île-de-France. Vertreter im Generalrat des Départements war zuletzt von 2008 bis 2015 Daniel Courtes (UMP). 
Der Kanton bestand aus einem Teil der Stadt Courbevoie.

## Bevölkerungsentwicklung
| 1990   | 1999   | 2008   |
| ------ | ------ | ------ |
| 27.478 | 28.351 | 31.732 |